# National Provincial Championship 1999
National Provincial Championship 1999 – dwudziesta czwarta edycja National Provincial Championship, mistrzostw nowozelandzkich prowincji w rugby union.
Dwadzieścia siedem uczestniczących zespołów zostało podzielonych na trzy hierarchicznie ułożone dywizje i w ramach każdej z nich drużyny rywalizowały w pierwszej fazie systemem kołowym, następnie czołowe czwórki z każdej z dywizji awansowały do fazy pucharowej. Zwycięzca meczu zyskiwał cztery punkty, za remis przysługiwały dwa punkty, porażka nie była punktowana, a zdobycie przynajmniej czterech przyłożeń lub przegrana nie więcej niż siedmioma punktami premiowana była natomiast punktem bonusowym.
Finał rozgrywek był jednocześnie pożegnalnym meczem legendy All Blacks, Michaela Jonesa, który w obecności dwudziestu dwóch tysięcy widzów wraz z zespołem Auckland triumfował po zwycięstwie nad Wellington. W pozostałych dywizjach zwyciężyły drużyny Nelson Bays i East Coast. Za najlepszych zawodników sezonu zostali w poszczególnych dywizjach uznani Filo Tiatia, Warren Johnston i Victor Taingahue.

## Dywizja I

### Mecze
| 13 sierpnia 1999 | Auckland | 45:6 | Wellington |  |
| 13 sierpnia 1999 |          | 45:6 |            |  |

| 14 sierpnia 1999 | North Harbour | 18:18 | Waikato |  |
| 14 sierpnia 1999 |               | 18:18 |         |  |

| 14 sierpnia 1999 | Canterbury | 34:16 | Taranaki |  |
| 14 sierpnia 1999 |            | 34:16 |          |  |

| 14 sierpnia 1999 | Northland | 14:21 | Otago |  |
| 14 sierpnia 1999 |           | 14:21 |       |  |

| 15 sierpnia 1999 | Counties Manukau | 31:10 | Southland |  |
| 15 sierpnia 1999 |                  | 31:10 |           |  |

| 20 sierpnia 1999 | Otago | 40:26 | Taranaki |  |
| 20 sierpnia 1999 |       | 40:26 |          |  |

| 21 sierpnia 1999 | Waikato | 27:11 | Counties Manukau |  |
| 21 sierpnia 1999 |         | 27:11 |                  |  |

| 21 sierpnia 1999 | Auckland | 31:6 | Northland |  |
| 21 sierpnia 1999 |          | 31:6 |           |  |

| 21 sierpnia 1999 | Southland | 5:34 | Canterbury |  |
| 21 sierpnia 1999 |           | 5:34 |            |  |

| 22 sierpnia 1999 | Wellington | 21:20 | North Harbour |  |
| 22 sierpnia 1999 |            | 21:20 |               |  |

| 27 sierpnia 1999 | Canterbury | 6:20 | Waikato |  |
| 27 sierpnia 1999 |            | 6:20 |         |  |

| 28 sierpnia 1999 | Southland | 18:18 | Otago |  |
| 28 sierpnia 1999 |           | 18:18 |       |  |

| 28 sierpnia 1999 | Wellington | 46:28 | Counties Manukau |  |
| 28 sierpnia 1999 |            | 46:28 |                  |  |

| 28 sierpnia 1999 | North Harbour | 16:23 | Auckland |  |
| 28 sierpnia 1999 |               | 16:23 |          |  |

| 29 sierpnia 1999 | Taranaki | 57:21 | Northland |  |
| 29 sierpnia 1999 |          | 57:21 |           |  |

| 3 września 1999 | Northland | 13:9 | Wellington |  |
| 3 września 1999 |           | 13:9 |            |  |

| 4 września 1999 | Waikato | 33:15 | Taranaki |  |
| 4 września 1999 |         | 33:15 |          |  |

| 4 września 1999 | Counties Manukau | 22:82 | Canterbury |  |
| 4 września 1999 |                  | 22:82 |            |  |

| 4 września 1999 | Auckland | 35:75 | Southland |  |
| 4 września 1999 |          | 35:75 |           |  |

| 5 września 1999 | Otago | 39:37 | North Harbour |  |
| 5 września 1999 |       | 39:37 |               |  |

| 10 września 1999 | Canterbury | 12:10 | Auckland |  |
| 10 września 1999 |            | 12:10 |          |  |

| 11 września 1999 | North Harbour | 54:25 | Northland |  |
| 11 września 1999 |               | 54:25 |           |  |

| 11 września 1999 | Counties Manukau | 25:38 | Otago |  |
| 11 września 1999 |                  | 25:38 |       |  |

| 11 września 1999 | Taranaki | 15:21 | Wellington |  |
| 11 września 1999 |          | 15:21 |            |  |

| 12 września 1999 | Southland | 13:20 | Waikato |  |
| 12 września 1999 |           | 13:20 |         |  |

| 17 września 1999 | Northland | 27:20 | Canterbury |  |
| 17 września 1999 |           | 27:20 |            |  |

| 18 września 1999 | Waikato | 30:24 | Wellington |  |
| 18 września 1999 |         | 30:24 |            |  |

| 18 września 1999 | Southland | 11:17 | North Harbour |  |
| 18 września 1999 |           | 11:17 |               |  |

| 18 września 1999 | Otago | 10:45 | Auckland |  |
| 18 września 1999 |       | 10:45 |          |  |

| 19 września 1999 | Taranaki | 35:10 | Counties Manukau |  |
| 19 września 1999 |          | 35:10 |                  |  |

| 24 września 1999 | Auckland | 33:19 | Waikato |  |
| 24 września 1999 |          | 33:19 |         |  |

| 25 września 1999 | Otago | 16:35 | Canterbury |  |
| 25 września 1999 |       | 16:35 |            |  |

| 25 września 1999 | Counties Manukau | 47:31 | Northland |  |
| 25 września 1999 |                  | 47:31 |           |  |

| 25 września 1999 | North Harbour | 37:25 | Taranaki |  |
| 25 września 1999 |               | 37:25 |          |  |

| 26 września 1999 | Wellington | 61:3 | Southland |  |
| 26 września 1999 |            | 61:3 |           |  |

| 1 października 1999 | Canterbury | 6:27 | Wellington |  |
| 1 października 1999 |            | 6:27 |            |  |

| 2 października 1999 | Waikato | 29:17 | Otago |  |
| 2 października 1999 |         | 29:17 |       |  |

| 2 października 1999 | Taranaki | 17:18 | Auckland |  |
| 2 października 1999 |          | 17:18 |          |  |

| 2 października 1999 | Northland | 34:17 | Southland |  |
| 2 października 1999 |           | 34:17 |           |  |

| 3 października 1999 | Counties Manukau | 39:45 | North Harbour |  |
| 3 października 1999 |                  | 39:45 |               |  |

| 8 października 1999 | North Harbour | 19:11 | Canterbury |  |
| 8 października 1999 |               | 19:11 |            |  |

| 9 października 1999 | Auckland | 50:15 | Counties Manukau |  |
| 9 października 1999 |          | 50:15 |                  |  |

| 9 października 1999 | Taranaki | 34:18 | Southland |  |
| 9 października 1999 |          | 34:18 |           |  |

| 9 października 1999 | Northland | 44:37 | Waikato |  |
| 9 października 1999 |           | 44:37 |         |  |

| 10 października 1999 | Wellington | 36:16 | Otago |  |
| 10 października 1999 |            | 36:16 |       |  |

### Faza pucharowa
|  |                      |               |            |                      |    |          |          |       |
|  | Półfinał             | Półfinał      | Półfinał   |                      |    | Finał    | Finał    | Finał |
|  | Półfinał             | Półfinał      | Półfinał   |                      |    | Finał    | Finał    | Finał |
|  | 16 października 1999 |               |            |                      |    |          |          |       |
|  |                      |               |            |                      |    |          |          |       |
|  | Auckland             | Auckland      | 38         |                      |    |          |          |       |
|  | Auckland             | Auckland      | 38         | 23 października 1999 |    |          |          |       |
|  | North Harbour        | North Harbour | 30         |                      |    |          |          |       |
|  | North Harbour        | North Harbour | 30         |                      |    | Auckland | Auckland | 24    |
|  | 16 października 1999 |               |            |                      |    | Auckland | Auckland | 24    |
|  |                      |               | Wellington | Wellington           | 18 |          |          |       |
|  | Waikato              | Waikato       | Wellington | Wellington           | 18 | 17       |          |       |
|  | Waikato              | Waikato       |            |                      |    |          |          |       |
|  | Wellington           | Wellington    | 38         |                      |    |          |          |       |
|  | Wellington           | Wellington    | 38         |                      |    |          |          |       |

| 16 października 1999 | Auckland | 38:30(20:13) | North Harbour | Eden Park, Auckland |
| 16 października 1999 |          | 38:30(20:13) |               | Eden Park, Auckland |

| 16 października 1999 | Waikato | 17:38(3:10) | Wellington | Hamilton |
| 16 października 1999 |         | 17:38(3:10) |            | Hamilton |

| 23 października 1999 | Auckland | 24:18(9:3) | Wellington | Eden Park, Auckland Widzów: 22 000 Sędzia: Kelvin Deaker |
| 23 października 1999 |          | 24:18(9:3) |            | Eden Park, Auckland Widzów: 22 000 Sędzia: Kelvin Deaker |

## Dywizja II
|  |                      |               |               |                      |    |             |             |       |
|  | Półfinał             | Półfinał      | Półfinał      |                      |    | Finał       | Finał       | Finał |
|  | Półfinał             | Półfinał      | Półfinał      |                      |    | Finał       | Finał       | Finał |
|  | 17 października 1999 |               |               |                      |    |             |             |       |
|  |                      |               |               |                      |    |             |             |       |
|  | Nelson Bays          | Nelson Bays   | 23            |                      |    |             |             |       |
|  | Nelson Bays          | Nelson Bays   | 23            | 23 października 1999 |    |             |             |       |
|  | Hawke’s Bay          | Hawke’s Bay   | 13            |                      |    |             |             |       |
|  | Hawke’s Bay          | Hawke’s Bay   | 13            |                      |    | Nelson Bays | Nelson Bays | 14    |
|  | 15 października 1999 |               |               |                      |    | Nelson Bays | Nelson Bays | 14    |
|  |                      |               | Bay of Plenty | Bay of Plenty        | 13 |             |             |       |
|  | Bay of Plenty        | Bay of Plenty | Bay of Plenty | Bay of Plenty        | 13 | 31          |             |       |
|  | Bay of Plenty        | Bay of Plenty |               |                      |    |             |             |       |
|  | King Country         | King Country  | 6             |                      |    |             |             |       |
|  | King Country         | King Country  | 6             |                      |    |             |             |       |

| 17 października 1999 | Nelson Bays | 23:13(0:13) | Hawke’s Bay | Trafalgar Park, Nelson |
| 17 października 1999 |             | 23:13(0:13) |             | Trafalgar Park, Nelson |

| 15 października 1999 | Bay of Plenty | 31:6(12:3) | King Country | Rotorua |
| 15 października 1999 |               | 31:6(12:3) |              | Rotorua |

| 23 października 1999 | Nelson Bays | 14:13(8:0) | Bay of Plenty | Nelson |
| 23 października 1999 |             | 14:13(8:0) |               | Nelson |

## Dywizja III
|  |                      |                   |             |                      |    |            |            |       |
|  | Półfinał             | Półfinał          | Półfinał    |                      |    | Finał      | Finał      | Finał |
|  | Półfinał             | Półfinał          | Półfinał    |                      |    | Finał      | Finał      | Finał |
|  | 17 października 1999 |                   |             |                      |    |            |            |       |
|  |                      |                   |             |                      |    |            |            |       |
|  | Horowhenua-Kapiti    | Horowhenua-Kapiti | 20          |                      |    |            |            |       |
|  | Horowhenua-Kapiti    | Horowhenua-Kapiti | 20          | 24 października 1999 |    |            |            |       |
|  | East Coast           | East Coast        | 21          |                      |    |            |            |       |
|  | East Coast           | East Coast        | 21          |                      |    | East Coast | East Coast | 18    |
|  | 16 października 1999 |                   |             |                      |    | East Coast | East Coast | 18    |
|  |                      |                   | Poverty Bay | Poverty Bay          | 15 |            |            |       |
|  | West Coast           | West Coast        | Poverty Bay | Poverty Bay          | 15 | 12         |            |       |
|  | West Coast           | West Coast        |             |                      |    |            |            |       |
|  | Poverty Bay          | Poverty Bay       | 14          |                      |    |            |            |       |
|  | Poverty Bay          | Poverty Bay       | 14          |                      |    |            |            |       |

| 17 października 1999 | Horowhenua-Kapiti | 20:21(8:6) | East Coast | Levin Domain, Levin |
| 17 października 1999 |                   | 20:21(8:6) |            | Levin Domain, Levin |

| 16 października 1999 | West Coast | 12:14(3:11) | Poverty Bay | Greymouth |
| 16 października 1999 |            | 12:14(3:11) |             | Greymouth |

| 24 października 1999 | East Coast | 18:15(3:3) | Poverty Bay | Ruatoria Widzów: 5 000 |
| 24 października 1999 |            | 18:15(3:3) |             | Ruatoria Widzów: 5 000 |